# Kempometra
Kempometra is een geslacht van haarsterren uit de familie Antedonidae.

## Soort
- Kempometra grisea John, 1938